# Беніньйо Гутьєррес
Беніньйо Гутьєррес Вальдівія (ісп. Benigno Gutiérrez Valdivia, нар. 1 вересня 1925) — болівійський футболіст, що грав на позиції нападника за клуб «Літораль», а також національну збірну Болівії. Молодший брат Едуардо Гутьєрреса‎.

## Клубна кар'єра
У футболі відомий виступами у команді «Літораль», кольори якої і захищав протягом усієї своєї кар'єри гравця. 

## Виступи за збірну
1945 року дебютував в офіційних матчах у складі національної збірної Болівії. Протягом кар'єри у національній команді провів у її формі 20 матчів, забивши 3 голи.
У складі збірної був учасником трьох чемпіонатів Південної Америки: 1947 року в Еквадорі, 1949 року у Бразилії, 1953 року у Перу.
У складі збірної був учасником чемпіонату світу 1950 року у Бразилії, де зіграв в розгромно програному матчі з Уругваєм (0-8).